# Atoka County
Atoka County är ett administrativt område i delstaten Oklahoma, USA. År 2010 hade countyt 14 182 invånare. Den administrativa huvudorten (county seat) är Atoka.

## Geografi
Enligt United States Census Bureau så har countyt en total area på 2 564 km². 2 534 km² av den arean är land och 30 km² är vatten. 

### Angränsande countyn
- Pittsburg County  - nord
- Pushmataha County  - öst
- Choctaw County  - sydöst
- Bryan County  - syd
- Johnston County  - väst
- Coal County  - nordväst